# غلامرضا خیراندیش
غلامرضا خیراندیش سیاست‌مدار ایرانی بود، که در  دوره بیست و دوم  بعنوان نماینده کرمان در مجلس شورای ملی حضور داشت.